# 0→Future
『0 → Future』（ゼロ・フューチャー）はKNOCK OUT MONKEYの4枚目のミニ・アルバム。

## 概要
先行シングル「HOPE」を含め、大島こうすけと共同でプロデュースを担当し、タワーレコード限定で発売される。マスタリングはノラ・ジョーンズ『Come Away With Me』、グリーン・デイ『American Idiot』を担当したTed Jensen（Sterling Sound）によるもの。アルバムタイトルの由来は、「人は0として生まれてから過去に戻ることはなく未来しかない、前に進むのみ」という事からである。タワーレコード限定シングル「HOPE」の他、「BREAK」「JET」もミュージックビデオが制作されている。。
タワーレコード限定盤ながら累計1万枚以上を売上げ一躍、名前を広めた。

## 収録曲
1. BREAK
2. JET
3. Open your mind
4. 実りある日々
5. 24
6. Gun shot
7. HOPE